# Fernando Martín Redondo
Fernando Martín Redondo (16 de marzo de 1978) es un deportista argentino que compitió en piragüismo en la modalidad de aguas tranquilas. Ganó dos medallas en los Juegos Panamericanos de 2003.

## Palmarés internacional
| Juegos Panamericanos | Juegos Panamericanos            | Juegos Panamericanos | Juegos Panamericanos |
| Año                  | Lugar                           | Medalla              | Competición          |
| -------------------- | ------------------------------- | -------------------- | -------------------- |
| 2003                 | Santo Domingo (Rep. Dominicana) | Medalla de plata     | K2 500 m             |
| 2003                 | Santo Domingo (Rep. Dominicana) | Medalla de bronce    | K4 1000 m            |